# Karree-Division
Eine Karree-Division (englisch „Square Division“), oder auch 4-gliedrige Division, ist eine Bezeichnung für eine militärische Einheit in Divisionsstärke, die aus vier Infanterie-Regimentern besteht.

## Bezeichnung
Der Name Karee-Division kommt von der militärischen Bezeichnung Karree. In einem Karree stellt sich eine militärische Einheit, meistens in Bataillonsstärke, in einem Quadrat auf. Da die ersten militärischen Einheiten, die Division genannt wurden, aus vier Regimentern bestanden, kann man sich die Aufstellung einer Karree-Division als Quadrat vorstellen, bei der jede Seite des Quadrates aus einem Regiment besteht.

## Geschichte
Divisionen im heutigen Sinn, sowohl als dauerhafter administrativer Verband, als auch als selbstständig operierender Großverband einer Armee, entstanden infolge der Französischen Revolution, unter dem Eindruck des ersten Koalitionskrieges. In den folgenden Jahren übernahmen andere europäische Länder die Unterteilung ihrer Armeen in Divisionen. Dabei wurden meistens mehrere Regimenter einer Division unterstellt.
Erst während des Ersten Weltkriegs wurde in vielen europäischen Armeen die Anzahl der Regimenter auf drei reduziert. Der Prozess der Umstellung dauerte weltweit bis zum Zweiten Weltkrieg an, in dem die US-Armee als letzte Armee ihre Divisionen auf drei Regimenter reduzierte. Im englischsprachigen Raum differenzierte man zwischen den Divisionen mit den Begriffen Square Division für eine Division mit vier Regimentern und Triangular Division (Triangulare Division) für eine Division mit drei Regimentern.